# Церква Покрови Пресвятої Богородиці (Мужилів)
Церква Покрови Пресвятої Богородиці в Мужилові — парафія і храм греко-католицької громади Підгаєцького деканату Бучацької єпархії Української греко-католицької церкви в селі Мужилів Тернопільського району Тернопільської области.
Оголошена пам'яткою архітектури місцевого значення.

## Історія церкви
Перша згадка про греко-католицьку парафію села датується 1715 роком. Храм, збудований з каменю у 1881 році за кошти Василія Медицького, має ще одну назву — на честь Різдва Христового. З 1881 по 1946 рік храм належав греко-католицькій громаді.
У 1990 році парафія і церква повернулися в лоно УГКЦ.
У церкві зберігаються мощі священномученика Йосафата Кунцевича. У 2002 році владика Бучацької єпархії Іриней Білик освятив капличку Зарваницької Матері Божої.
У 2011 році відбулася Свята Місія, яку провів о. протоігумен Пантелеймон Саламаха. При парафії діють Вівтарна дружина, братство «Святої Варвари» та спільнота «Матері в молитві». Біля церкви розташована фігура Матері Божої. Парафія є дочірньою до парафії церкви Святого Василія Великого у тому ж селі.

## Парохи
- о. Володимир Барановський (1888),
- о. Софроній Онишкевич (1906),
- о. Петро Барановський (1891—1944),
- о. Іван Барановський (1940—1946),
- о. Роман Гурко (1945—1958),
- о. Михайло Будник (1958—1970),
- о. Павло Беш (1971—1977),
- о. Петро Федчишин (1977—1979),
- о. Онуфрій Швигар (1980—1985),
- о. Михайло Стахнів (1986—1990),
- о. Василь Прищ (1990—1991),
- о. Михайло Касіян (з 1992).